# (37051) 2000 UH39
2000 UH39 (asteroide 37051) é um asteroide da cintura principal. Possui uma excentricidade de 0.03956940 e uma inclinação de 2.38289º.
Este asteroide foi descoberto no dia 24 de outubro de 2000 por LINEAR em Socorro.